# Bursanthus bamfordi
Bursanthus bamfordi is een Cerianthariasoort uit de familie van de Cerianthidae. De wetenschappelijke naam van de soort is voor het eerst geldig gepubliceerd in 1968 door Leloup.